# Werner Moser
Werner Moser (22 de diciembre de 1950) es un deportista austríaco que compitió en bobsleigh. Ganó una medalla de bronce en el Campeonato Europeo de Bobsleigh de 1972, en la prueba cuádruple.

## Palmarés internacional
| Campeonato Europeo | Campeonato Europeo   | Campeonato Europeo | Campeonato Europeo |
| Año                | Lugar                | Medalla            | Prueba             |
| ------------------ | -------------------- | ------------------ | ------------------ |
| 1972               | Sankt Moritz (Suiza) | Medalla de bronce  | Cuádruple          |